# Neobola
Neobola és un gènere de peixos de la família dels ciprínids i de l'ordre dels cipriniformes.

## Taxonomia
- Neobola bottegoi (Vinciguerra, 1895)
- Neobola bredoi (Poll, 1945)
- Neobola fluviatilis (Whitehead, 1962)
- Neobola moeruensis (Boulenger, 1915)
- Neobola nilotica (Werner, 1919)
- Neobola stellae (Worthington, 1932)[2][3][4][5]